# Hermann Weindorf

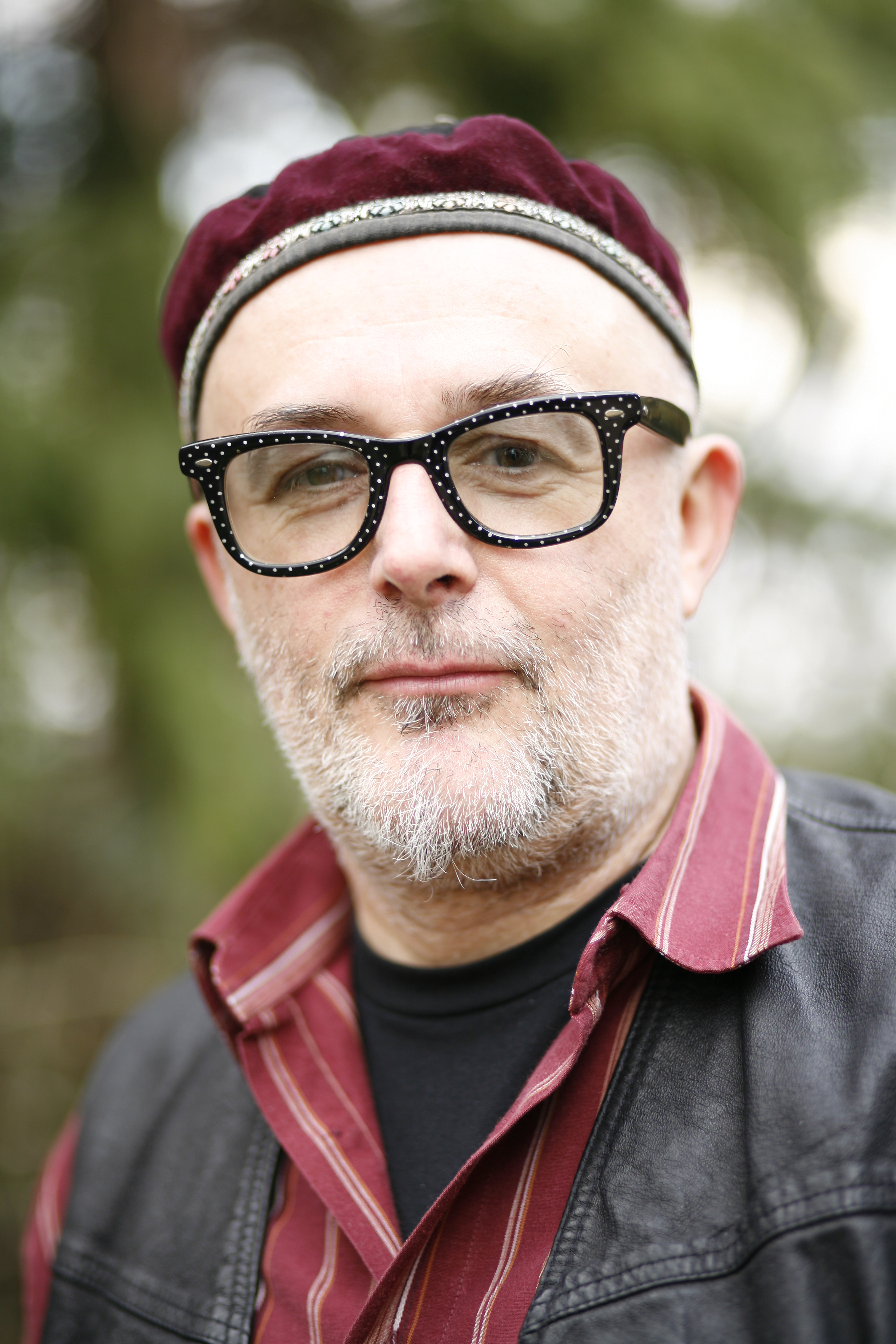
Hermann Weindorf (2007)

Hermann Weindorf (* 31. Mai 1953 in Isny im Allgäu) ist ein deutscher Musiker, Sänger, Komponist und Produzent.

## Biografie
Hermann Weindorf ist der älteste von vier Brüdern (Berthold Weindorf, Clemens Weindorf, Alfons Weindorf) und stammt aus einer sehr musikalischen Familie aus Isny im Allgäu. Sein Vater war Klarinettist in einer Blaskapelle, zusammen mit der Mutter sang er bereits früh Mundartlieder und trat mit den Eltern zusammen bei Heimatabenden auf. Begleitet wurden sie dabei ursprünglich vom Dirigenten der Blaskapelle; später übernahm dies Hermann, der beim Dirigenten mit 8 Jahren Akkordeon-Unterricht genommen hatte.
Begünstigt wurde die musikalische Entwicklung von Weindorf durch seine besondere Begabung in Form des absoluten Gehörs.
Im Alter von 11 Jahren gründete Weindorf seine erste eigene Band, eine Oberkrainer-Formation.
Nach der Grundschule wechselte Weindorf auf das Gymnasium in Isny, welches er mit der Mittleren Reife 1968 verließ, um im gleichen Jahr, erst 15 Jahre jung, das Musikstudium in München am Richard-Strauss-Konservatorium aufzunehmen. Sein Hauptfachinstrument war die Klarinette, dazu kamen für das Lehrstudium noch Klavier, Akkordeon und Kontrabass. 1973 schloss Weindorf das Studium mit dem Examen als Lehrer für Privatmusik und der Orchesterreifeprüfung ab.
Bereits zu Beginn seines Studiums spielte Weindorf regelmäßig an Wochenenden zu Hause in Isny in einer Tanzmusikband. Mit 17 Jahren gründete er als Keyboarder seine erste Rockband Because, in der auch sein Bruder Berthold als Saxophonist mitwirkte. Aufgrund seines Studiums in München, zog die Band ebenfalls nach München um, was allerdings mit personellen Veränderungen einherging. So wurden dann Studienkollegen Mitglieder von Because, wie z. B. Klaus Kosney. Während der zahlreichen Auftritte innerhalb Münchens lernte Weindorf im „Soulschuppen“ Tabarin den Bassisten Hans-Herbert „Bertel“ Gebhard kennen, mit dem er einige Jahre später in der Gruppe Munich zusammen spielen sollte.
Nach erfolgreich abgeschlossenem Studium leistete Hermann Weindorf seinen 16-monatigen Zivildienst ab und studierte anschließend noch 2 Jahre Gesang an der Hochschule für Musik und Theater in München.
Seit den späten 1970er-Jahren ist Hermann Weindorf hauptberuflich im Musikbusiness unterwegs, sei es als Komponist, Arrangeur oder auch Produzent. Er hat seitdem in vielen verschiedenen Bands gespielt, in eigenen wie auch in anderen, als festes Mitglied und auch als Gastmusiker. Als Produzent und Arrangeur hat er bis heute unzählige nationale wie auch internationale Künstlerinnen und Künstler begleitet.
Seit 1991 leitet er den Kirchenchor St. Bruder Klaus in München-Waldperlach, mit dem er mehrere eigene geistliche Werke uraufgeführt hat.
2004 übernahm Hermann Weindorf zusammen mit seinem Bruder Berthold, dem ehemaligen Zara-Thustra-Bandmitglied Maximilian Spenger sowie den beiden Tontechnikern Claus Üblacker und Gerhard Vates die Weryton Studios von ihrem langjährigen Produzenten und Weggefährten Werner Rygol.

## Musikalisches Schaffen
Es gibt wohl kaum ein Musikgenre, welches Hermann Weindorf nicht bedient hat. Seine musikalische Bandbreite erstreckt sich von Rock und Pop über Jazz, Schlager und Volksmusik bis hin zu geistlicher Musik.
Zum ersten Mal als professioneller Musiker trat Weindorf 1978 mit der Münchener Band Munich in Erscheinung. Diese Popgruppe war im Grunde der Nachfolger von Weindorfs Band Because mit den Mitgliedern Peter Bischof-Fallenstein (Gesang), Hans-Herbert Gebhard (Bass), Klaus Kosney (Gitarre), Bimey Oberreit (Gitarre), Evert van der Wal (Schlagzeug) und Hermann Weindorf (Keyboard). Von den neun Titeln des ersten Albums Munich stammen sechs aus der Feder von Hermann Weindorf, entweder als Einzelkomponist oder als Co-Autor. Auf dem zweiten Album Sideshow, ein Jahr später veröffentlicht, hat Weindorf 5 von 10 Titeln beigesteuert bzw. an ihnen mitkomponiert.
Auch seit 1978 hat er sich als Schlagerkomponist und Produzent betätigt. Sein erstes Auftragswerk, welches er noch unter dem Pseudonym Steve Mandy geschrieben hatte, war With The Birds von der Münchener Schlagersängerin Conny Morin. Im gleichen Jahr wurde sein Titel Café Au Lait (als Hermann Weindorf, zusammen mit Michael Kunze) durch die Girlgroup Silver Convention veröffentlicht.
1979 waren Weindorf und zwei Mitglieder von Munich (Hans-Herbert Gebhard und Evert van der Wal) die Begleitband von Reiner Schöne auf dessen Single Jogging.

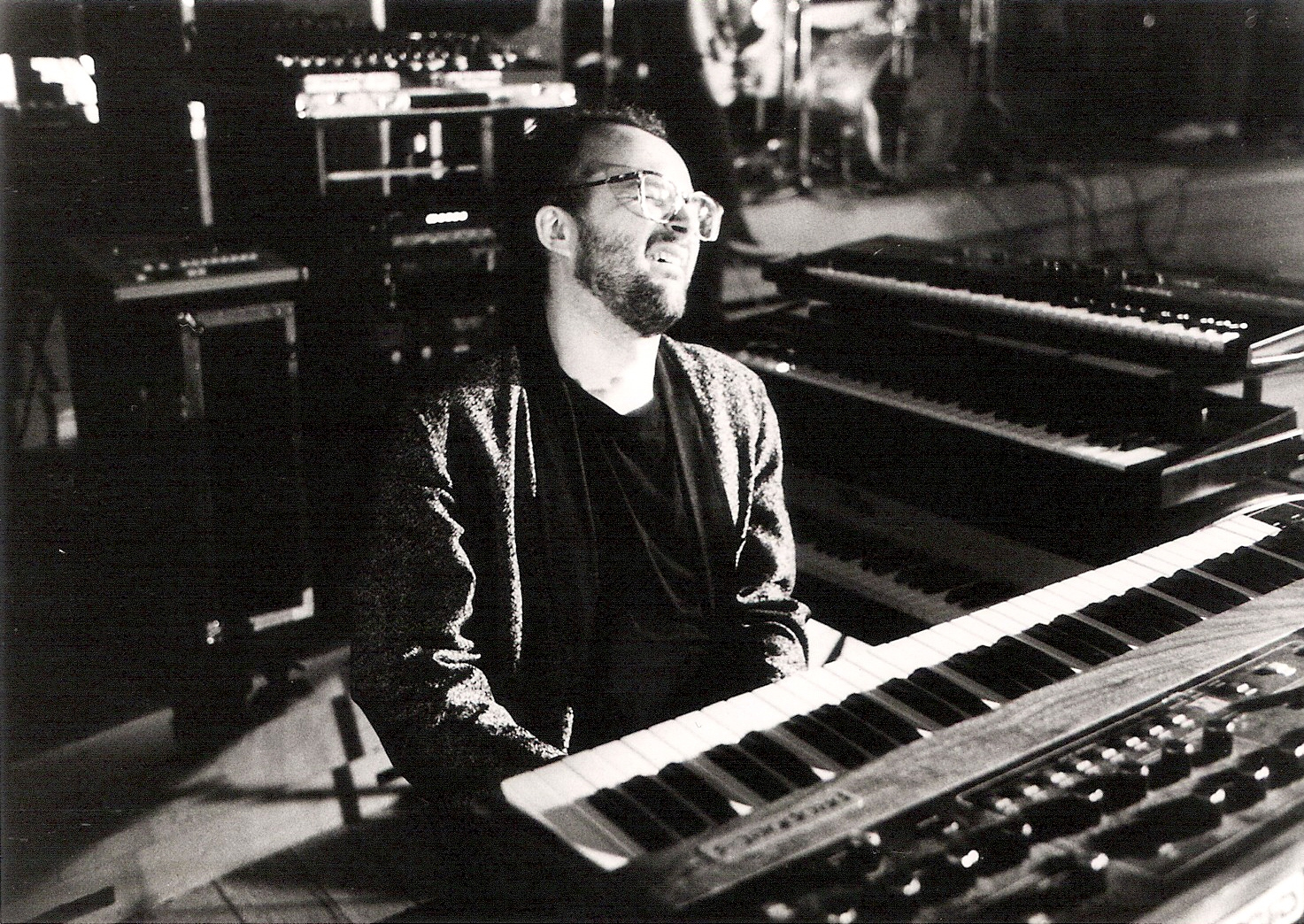
Hermann Weindorf live mit Oktagon 1982

1980 gründete er zusammen mit seinen beiden Brüdern Berthold und Alfons die Fusion-Band Oktagon, mit der er bis 1982 zwei Alben veröffentlichte. Gleichzeitig komponierte und produzierte er weiterhin im Schlagerbereich.
Da sich Hermann Weindorf in der Zwischenzeit einen Namen als hervorragender Tasteninstrumentalist gemacht hatte, kam es ab Mitte des Jahres 1980 zu einer Zusammenarbeit mit Eberhard Schoener auf dessen Album Time Square. Hierbei lernte Weindorf den schottischen Gitarristen Ian Bairnson kennen, der bereits an dem Vorgängeralbum Events von Eberhard Schoener als Gitarrist beteiligt war. Im Herbst des gleichen Jahres wurde Hermann Weindorf wiederum als Keyboarder bei Eberhard Schoener verpflichtet, und zwar zu dessen erster Klassik-Rock-Nacht im Circus Krone Bau in München, die am 12. November 1980 europaweit live im Fernsehen übertragen wurde. Weindorf war hierbei Mitglied der „Rockband“ zusammen mit Gary Brooker (Procol Harum), John Giblin, B. J. Wilson, Ian Bairnson und Morris Pert.
1981 komponierte Weindorf seine erste Filmmusik zu Didi Hallervordens „Ach du lieber Harry“. Darauf folgten zahlreiche weitere Aufträge für Film und Fernsehen.
Eine weitere beachtenswerte Produktion an der Hermann Weindorf als Keyboarder beteiligt war, war das 1981 erschienene Rock Requiem von Guntram Pauli. Dieses Werk ist eines der ersten in der Gattung Crossover.
Im Frühjahr 1982 schlossen sich dann Weindorf und Bairnson zu dem Studioprojekt Panarama zusammen und veröffentlichten ein erstes gemeinsames Album, Can this be Paradise. An den Aufnahmen zu diesem Album wirkten auch Chris Rainbow (Camel, Alan Parsons Project), Curt Cress, Dieter Petereit und Hermanns jüngerer Bruder Berthold (als „Bernie Winetown“) mit.
Im Rahmen des Panarama Projekts schrieb er Mitte des Jahres 1982 die Titelmusik zum WDR-Tatort Kielwasser, In this world.
Von 1982 bis 1986 war Weindorf Mitglied von Klaus Doldingers Band Passport. Hier wirkte er nicht nur als Keyboarder, sondern auch als Komponist und Sänger einiger Stücke mit.

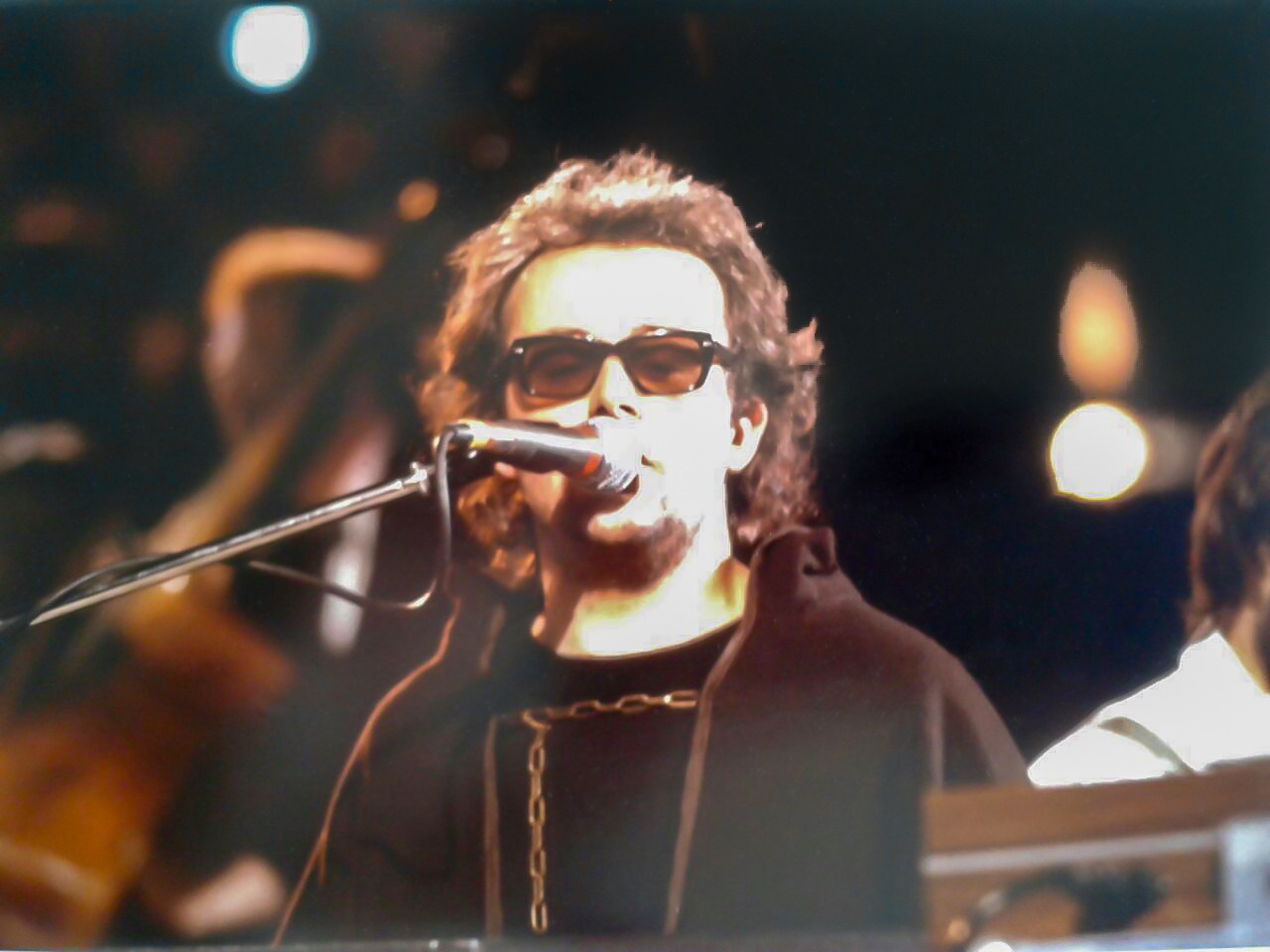
Hermann Weindorf live mit Zara-Thustra 1982

Nach der Auflösung von Oktagon 1982 gründete er zusammen mit seinen Brüdern Alfons, Berthold und Clemens Weindorf sowie Maximilian Spenger und Walter Schwarz die Neo-Klassik-Band Zara-Thustra, die bis zu ihrer Auflösung im Jahr 1996 vier Alben und mehrere Singles veröffentlichte.
Trotz all dieser vielfältigen Beschäftigungen hatte Hermann Weindorf immer wieder Zeit, Songs für andere Künstlerinnen und Künstler zu schreiben, wie z. B. 1983 für Mireille Mathieu, oder als Arrangeur tätig zu sein z. B. für Righeira und deren Hits Vamos a la playa und No tengo dinero.
1984 folgte ein zweites Album des Studioprojekts Panarama, Protection, an dem auch ehemalige Mitglieder von Oktagon beteiligt waren, wie z. B. Weindorfs jüngster Bruder Alfons am Schlagzeug, Litschie Hrdlička am Bass und Wesley Plass (später Studiomusiker u. a. bei Frumpy, Pur, Udo Lindenberg, Harold Faltermeyer), der Ian Bairnson an der Gitarre ersetzte. Im darauffolgenden Jahr schrieb Hermann Weindorf zwei Titel für Bogner Cosmetics. Diese beiden Stücke wurden 1986 noch einmal zusammen mit drei weiteren neuen Panarama-Titeln auf dem Soundtrack zu Willy Bogners Film Fire and Ice veröffentlicht.

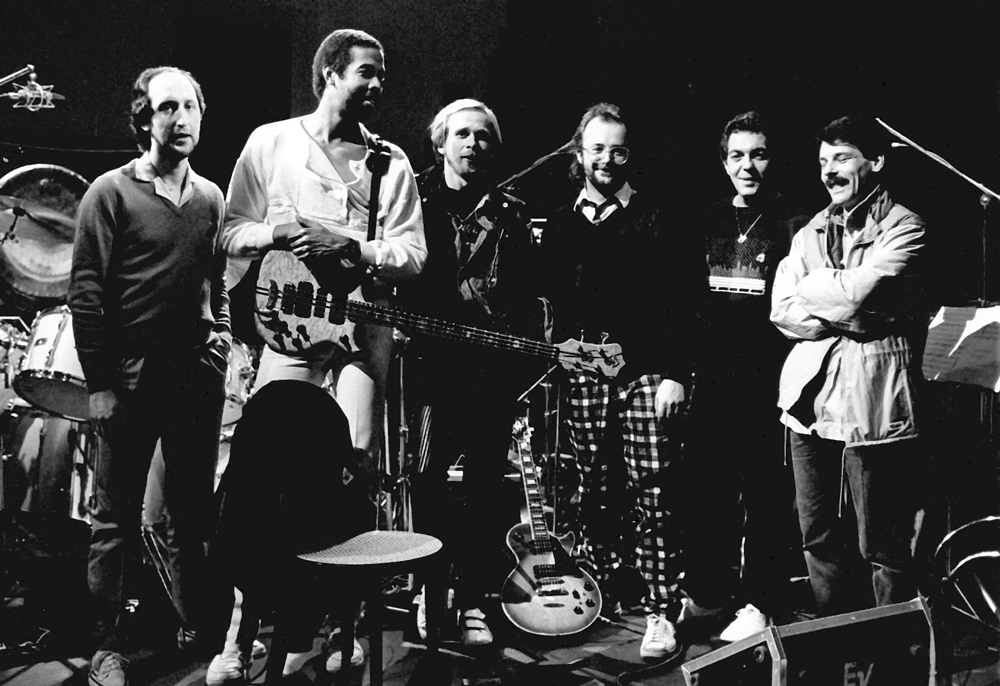
Hermann Weindorf (dritter v. r.) live im Schweizer Fernsehen 1984

Ebenfalls 1984 war Hermann Weindorf in der Sendung „Jazz in Concert“ des Schweizer Fernsehens an den Keyboards zu sehen. Es handelte sich um eine Sondersendung um Curt Cress mit weiteren illustren Gastmusikern wie Steve Gadd, Kurt Baebi, Ian Bairnson und Stanley Clarke.
1985 buchte die Punkband The Clash die Weryton Studios (inzwischen die „musikalische Heimat“ der Weindorf-Brüder), um ihr neuestes und auch letztes Album Cut the Crap aufzunehmen. Auf diesem nicht unumstrittenen Album wurde Hermann Weindorf unter dem Pseudonym Herman (Young Wagner) als Keyboarder aufgeführt.
1989 erschien sein Soloalbum Pax Domini, auf dem er den Tod seiner sechs Jahre zuvor sehr jung verstorbenen Frau musikalisch verarbeitete.
In den Folgejahren komponierte, arrangierte und produzierte er für zahlreiche nationale und internationale Künstlerinnen und Künstler wie Udo Jürgens, Margot Werner, Uwe Ochsenknecht, Michael Schanze, Stefan Waggershausen, Peter Alexander, Hans Hartz, Juliane Werding, Amanda Lear, Daliah Lavi oder Engelbert.
1991 kam es auf dem Album The Royal Philharmonic Orchestra – Plays Hits Of Elton John – The Ballads zu einer ersten Zusammenarbeit als Dirigent mit dem Londoner Orchester, aus der in den Folgejahren weitere Alben des Orchesters mit Hermann Weindorf als Dirigent und Keyboarder aufgenommen wurden.
Im gleichen Jahr nahm er, ebenfalls als Dirigent, am Eurovision Song Contest teil. Sein jüngster Bruder Alfons vertrat mit seiner Gruppe Atlantis 2000 bei diesem Wettbewerb Deutschland. 1994 dirigierte Hermann Weindorf wieder das Orchester beim ESC, erneut für einen Titel seines Bruders Alfons, diesmal jedoch für Österreich von Petra Frey gesungen. Ein letztes Mal stand Herman Weindorf beim ESC 1995 am Dirigentenpult. Die Gruppe Stone & Stone vertrat Deutschland mit dem Titel Verliebt in Dich, den er für diesen Anlass arrangiert hatte.
Durch seine seit 1991 ständige Chorleitung des St. Bruder Klaus Chores in München-Waldperlach kam es in den Folgejahren zu Uraufführungen mehrerer geistlicher Werke mit demselben.
2004 produzierte Hermann Weindorf die Gruppe De Randfichten und ihren Hit Lebt denn dr alte Holzmichl noch. 2012 kam es wegen dieses Liedes zu einem Rechtsstreit, da Weindorf sich in seiner beruflichen Ehre verletzt fühlte und die offizielle Anerkennung als künstlerischer Produzent des Hits einklagte. Außerdem forderte er seinen Anteil am finanziellen Erfolg. Vor dem Landgericht München I kam die Angelegenheit zur Verhandlung und wurde schließlich mit einem Vergleich beendet.
Bis heute komponiert, arrangiert und produziert Hermann Weindorf hauptsächlich im Schlager- und Volksmusikbereich Künstlerinnen und Künstler wie z. B. AlpenRebellen, Alpin KG, Angela Wiedl, Angelika Milster, Anton aus Tirol, Barbados, Bergprinzen, Carrière, De Randfichten, Deborah Sasson, Die Bergkameraden, Die Egerländer Rebellen, Die jungen Klostertaler, Die Jungen Tenöre, Die jungen Zillertaler, Die Kaiserlich Böhmischen, Die Paldauer, Die Zillertaler, Dorfrocker, Dschinghis Khan, Edward Simoni, Eva Lind, Fernando Express, Florian Silbereisen, Gunther Emmerlich, Géraldine Olivier, Hansi Hinterseer, Harry Thumann, Johannes Heesters, Karel Gott, Kastelruther Spatzen, Klostertaler, Mandy Winter, Marianne & Michael, Nicole, Oswald Sattler, Paola, Patrick Lindner, Peggy March, Ricky King, Stefan Mross, Stefanie Hertel, Thomas Strasser, VoXXclub, Wind, Wolfgang Edenharder & seine Naabtaler.

## Diskografie (Auszüge)

### Solo
- 1989: Pax Domini

als Mitglied einer eigenen Band

### Munich
Alben:
- 1978: Munich
- 1979: Sideshow

Singles:
- 1978: Used To Be A Lover / Hero In His Home Town
- 1978: Raven / Thoughts Of Home
- 1978: Music Is My Destiny / Thoughts Of Home – holländische Auskoppelung
- 1979: Sideshow / Wednesday

### Oktagon
- 1980: Oktagon
- 1982: Orientation

### Zara-Thustra
Alben:
- 1982: Eiskalt
- 1983: Psychopoly
- 1985: Ritter der neuen Zeit
- 1988: Head Over Heels (veröffentlicht unter dem Bandnamen Zara)
- 2015: The Maxi Collection (Extended Versions)
- 2015: Best Of

Singles:
- 1982: Eiskalt / Erntezeit
- 1983: Chemiegen / Alpenglühn
- 1984: Dornröschen / Halali
- 1985: Hannibal / Herz aus Stein
- 1986: Magic Nights / Once In The Night
- 1986: Magic Nights / Once In The Night (als Maxi-Single)

weitere Veröffentlichungen unter dem Bandnamen Zara
- 1987: Head Over Heels / Sleeping Beauty
- 1987: Head Over Heels / Sleeping Beauty (als Maxi-Single)
- 1988:  Little Lilly / Sunshine, Moon & Stars
- 1988:  Little Lilly / Sunshine, Moon & Stars (als Maxi-Single)
- 1989:  Pirates Of Love / Open Arms
- 1989:  Pirates Of Love / Open Arms (als Maxi-Single)
- 1996:  Gloria / Panta Rhei

### Panarama
Alben:
- 1982: Can This Be Paradise
- 1984: Protection

Singles:
- 1982: I Believe In You / I Don't Know
- 1982: Video Fever / Dry Ice
- 1983: In This World / In My Life
- 1984: Burn me / Protection
- 1985: Heavens Forever / Neptune Suite

als Gastmusiker

### Eberhard Schoener
- 1981: Time Square

### Guntram Pauli, Christian Kabitz, Klaus Haimerl
- 1981: Rock-Requiem – Concert for Orchestra, Choir and Band

### Fred Armbrüster And The New Age Project
- 1986: Sound Paintings Part 1 – Keyboard

### La Belle Epoque
- 1987: La Belle Epoque – Keyboard, Trompete, Arrangement, Dirigent

### Passport
- 1982: Earthborn
- 1983: Man In The Mirror
- 1985: Running In Real Time
- 1986: Heavy Nights

### Spider Murphy Gang
- 1985: Wahre Liebe

### The Clash
- 1985: Cut The Crap – Keyboard unter dem Pseudonym Herman (Young Wagner)

### The Royal Philharmonic Orchestra And Great Empire
- 1991: Play Monuments – 12 Hits Of Queen – Keyboard, Arrangement, Dirigent

### The Royal Philharmonic Orchestra
- 1993: Plays Hits Of Freddie Mercury & Queen – We Are The Champions
- 1994: Plays Hits of Pink Floyd
- 1997: Plays the Music of Elton John

### Versailles
- 1986: Versailles

als Duo

### Hermann & Berthold Weindorf
- 2023: Silencium cordis: Hope in Times of Isolation

## Kirchenmusik
- 1996: Orgelsolomesse (Uraufführung am 17. November 1996, St. Georg, Isny im Allgäu)
- 1998: Stabat Mater (Uraufführung 1998, Pfarrkirche St. Bruder Klaus, München-Waldperlach)
- 2002: Requiem (Uraufführung am 17. März 2002, Pfarrkirche St. Bruder Klaus, München-Waldperlach)
- 2006: Der Rufer In Der Wüste (Ein Oratorium), Op. 5 (Uraufführung am 8. Oktober 2006, Pfarrkirche Christi Himmelfahrt, Waldtrudering)
- 2008: Motette Preist den Herrn – Halleluja (Uraufführung am 19. Oktober 2008, Pfarrkirche Christi Himmelfahrt, Waldtrudering)
- 2012: Kantate Das Hohelied (Uraufführung am 7. Oktober 2012, Pfarrkirche Christi Himmelfahrt, Waldtrudering)
- 2015: Heilig-Geist-Messe, Op. 4
- 2015: Ein Loblied auf Gottes Hoheit und Huld, Op. 7
- 2015: Brannte uns nicht das Herz... Neue geistliche Lieder
- 2015: Sonnengesang des Franz von Assisi (Uraufführung am 13. November 2016, Pfarrkirche Maria Rosenkranzkönigin, Neubiberg)
- 2016: Missa Monte Olivete (Uraufführung am 13. November 2016, Pfarrkirche Maria Rosenkranzkönigin, Neubiberg)
- 2020: Die Bergkristallmesse (mit Oswald Sattler)
- 2022: Argentinische Messe (Uraufführung am 25. September 2022, Pfarrkirche St. Bruder Klaus, München-Waldperlach)
- 2022: Messe zur heiligen Corona

## Filmmusik
- 1981: Ach du lieber Harry
- 1981: Onkel & Co
- 1982: Meer ohne Wasser – Transsahara
- 1983: Righeira: Luciano serra pilota – Musikvideo
- 1984: Tatort: Kielwasser
- 1985: Incubus
- 1985: Der Galaxenbauer
- 1989: Absturz
- 1989: Der Rausschmeißer
- 1989: Blaues Blut (Fernsehserie)
- 1990: Der Rausschmeißer
- 1991: Kommissar Klefisch (Fernsehserie)
- 1995: Fesseln
- 1995: Sascha darf nicht sterben
- 2002: Lapitch, der kleine Schuhmacher (Fernsehserie)

## Musical
- 2007: Engelchen sucht Nikolaus oder Das Weihnachtsbüro (Uraufführung am 29. November 2007, Bremen, Die Glocke – Das Bremer Konzerthaus)
- 2014: Dornröschens Traum (Ein Märchen Musical)